# Raymond du Fauga
Raymond du Fauga (aussi appelé Raymond du Falga), né à Miremont vers 1200 et mort en 1270, est un prêtre français, évêque de Toulouse de 1232 jusqu'à sa mort. C'est une figure importante des conflits ayant opposé catholiques et cathares dans le Languedoc au XIIIe siècle. Il était également proche de Guillaume de Puylaurens, qui a écrit une chronique sur la croisade des albigeois, et qui a probablement été son notaire.

## Biographie

### Jeunesse
Il naît au château de Miremont aux alentours de 1200. Il est issu de la famille de Miraumont, famille noble très prestigieuse du comté de Toulouse. Après une enfance dont nous n'avons pas de traces, il rencontre saint Dominique en 1217 durant le siège de Toulouse. Celui-ci le convainc alors de le rejoindre, et Raymond devint un membre de l'Ordre dominicain. Il a été le prieur de la maison dominicaine de Montpellier, et Quatrième Prieur provincial des Frères prêcheurs de la province de Provence.
L'ancien évêque de Toulouse, Foulques de Marseille, étant mort en décembre 1231, il est élu à la charge épiscopale entre février et mars de l'année suivante à l'unanimité du chapitre, en présence du légat pontifical Gauthier de Marvis. Étant dans le même temps en train de visiter le couvent des Frères prêcheurs de Limoges, il en fût averti et est mentionné comme évêque élu dès le 12 mars 1232.

### Actions en tant qu'évêque de Toulouse
Dès sa nomination, et malgré le fait que sa famille avait combattu les français, il se montra sans pitié pour les Cathares, n'hésitant pas à combattre lui même durant les affrontements armés. Durant toute sa vie, il exerça aussi une grande influence sur le comte Raymond VII, essayant de défendre les droits des ecclésiastiques. Il servit aussi souvent d'intermédiaire entre le comte, les légats pontificaux et les agents royaux. Il prit par à de nombreux conciles, dont ceux de Béziers (1233), Arles (1234), ou Narbonne (1234). Ces conciles servirent à l'élaboration de nombreuses règles à destinations des inquisiteurs.

#### Lutte contre le catharisme
Dès son élection, il prit des mesures contre les Cathares vivant dans la comté de Toulouse, que ni la croisade, ni le concile de Toulouse n'avait converti en grand nombre. Dès avril, il dirige conjointement avec Raymond VII une expédition dans la montagne Noire, à Labécède, où il lui avait signalé l'existence d'hérétiques. Ils y arrêtèrent 19 hommes et femmes, dont le seigneur du lieu, Pagan de la Bessède. Tous furent brulés vifs.
En 1233, Raymond reçoit du pape Grégoire IX la demande de partir à Niort avec le prévôt de Toulouse, afin d'y punir les seigneurs locaux, qui se moquaient du pouvoir catholique, de l'autorité papale et des nouvelles réformes grégoriennes dans la région.
Au cours de la même année, il décide de l'institution de l'Inquisition à Toulouse, qui est dans un premier temps confié aux Dominicains. Un premier inquisiteur est nommé au début de l'an. Pendant l'année suivante, et contre le gré du comte de plus en plus hostile aux mesures répressives prise par l'évêque, il fit pression pour l'adoption d'une législation anti-hérésie au sein de la province.
Lassé du comportement de son évêque, le comte somma les Dominicains de quitter ses territoires, l'évêque avec eux, à la fin de l'année 1235, après l'arrestation et la condamnation d'une vieille femme cathare malade. Ils quittèrent la ville au milieu de troubles populaires, les Dominicains pour Carcassonne, et l'évêque pour la cour du Pape à Rome, où il implora l'aide de Grégoire IX. Celui-ci fit pression sur le comte, et les Dominicains négocièrent un retour à Toulouse dès 1236.
Malgré tout, l'évêque et le comte furent longtemps amis, et lui valut d'être excommunié en 1243, car il avait continué à fréquenter le comte, alors lui aussi sous une sanction d'excommunication. Ils partirent plaider leur cause devant le Pape à la Toussaint de la même année. Ils y restèrent durant plus d'un an, ne repartant que pour se rendre au concile de Lyon en 1245.